# Bernay (Eure)
Bernay és un municipi francès situat al departament de l'Eure i a la regió de Normandia. L'any 2007 tenia 10.434 habitants.

## Demografia

### Població
El 2007 la població de fet de Bernay era de 10.434 persones. Hi havia 4.914 famílies, de les quals 2.165 eren unipersonals (754 homes vivint sols i 1.411 dones vivint soles), 1.261 parelles sense fills, 959 parelles amb fills i 529 famílies monoparentals amb fills.
La població ha evolucionat segons el següent gràfic:
Habitants censats

### Habitatges
El 2007 hi havia 5.630 habitatges, 5.026 eren l'habitatge principal de la família, 166 eren segones residències i 438 estaven desocupats. 2.878 eren cases i 2.694 eren apartaments. Dels 5.026 habitatges principals, 1.970 estaven ocupats pels seus propietaris, 2.943 estaven llogats i ocupats pels llogaters i 113 estaven cedits a títol gratuït; 328 tenien una cambra, 864 en tenien dues, 1.273 en tenien tres, 1.235 en tenien quatre i 1.326 en tenien cinc o més. 2.742 habitatges disposaven pel capbaix d'una plaça de pàrquing. A 2.552 habitatges hi havia un automòbil i a 1.174 n'hi havia dos o més.

### Piràmide de població
La piràmide de població per edats i sexe el 2009 era:
| Homes | Edats   | Dones |
| ----- | ------- | ----- |
| 8     | 95 o +  | 32    |
| 32    | 90 a 94 | 56    |
| 60    | 85 a 89 | 212   |
| 64    | 80 a 84 | 160   |
| 204   | 75 a 79 | 392   |
| 188   | 70 a 74 | 280   |
| 184   | 65 a 69 | 336   |
| 196   | 60 a 64 | 192   |
| 144   | 55 a 59 | 196   |
| 300   | 50 a 54 | 356   |
| 376   | 45 a 49 | 372   |
| 416   | 40 a 44 | 456   |
| 336   | 35 a 39 | 372   |
| 488   | 30 a 34 | 448   |
| 414   | 25 a 29 | 448   |
| 340   | 20 a 24 | 352   |
| 409   | 15 a 19 | 344   |
| 381   | 10 a 14 | 372   |
| 312   | 5 a 9   | 264   |
| 280   | 0 a 4   | 240   |

## Economia
El 2007 la població en edat de treballar era de 6.596 persones, 4.694 eren actives i 1.902 eren inactives. De les 4.694 persones actives 3.936 estaven ocupades (2.074 homes i 1.862 dones) i 758 estaven aturades (359 homes i 399 dones). De les 1.902 persones inactives 656 estaven jubilades, 558 estaven estudiant i 688 estaven classificades com a «altres inactius».

### Ingressos
El 2009 a Bernay hi havia 5.060 unitats fiscals que integraven 10.263 persones, la mediana anual d'ingressos fiscals per persona era de 16.597 €.

### Activitats econòmiques
Dels 765 establiments que hi havia el 2007, 9 eren d'empreses extractives, 16 d'empreses alimentàries, 3 d'empreses de fabricació de material elèctric, 37 d'empreses de fabricació d'altres productes industrials, 70 d'empreses de construcció, 245 d'empreses de comerç i reparació d'automòbils, 9 d'empreses de transport, 55 d'empreses d'hostatgeria i restauració, 17 d'empreses d'informació i comunicació, 40 d'empreses financeres, 31 d'empreses immobiliàries, 82 d'empreses de serveis, 93 d'entitats de l'administració pública i 58 d'empreses classificades com a «altres activitats de serveis».
Dels 201 establiments de servei als particulars que hi havia el 2009, 1 era una comissaria de policia, 2 oficines d'administració d'Hisenda pública, 2 oficines del servei públic d'ocupació, 1 gendarmeria, 1 oficina de correu, 10 oficines bancàries, 3 funeràries, 16 tallers de reparació d'automòbils i de material agrícola, 3 tallers d'inspecció tècnica de vehicles, 1 establiment de lloguer de cotxes, 10 autoescoles, 17 paletes, 11 guixaires pintors, 11 fusteries, 9 lampisteries, 4 electricistes, 8 empreses de construcció, 20 perruqueries, 3 veterinaris, 8 agències de treball temporal, 42 restaurants, 8 agències immobiliàries, 6 tintoreries i 4 salons de bellesa.
Dels 109 establiments comercials que hi havia el 2009, 1 era, 4 supermercats, 3 grans superfícies de material de bricolatge, 2 botigues de més de 120 m², 3 botiges de menys de 120 m², 13 fleques, 8 carnisseries, 2 peixateries, 7 llibreries, 34 botigues de roba, 3 botigues d'equipament de la llar, 7 sabateries, 4 botigues d'electrodomèstics, 1 una botiga d'electrodomèstics, 2 botigues de material esportiu, 1 una botiga de material esportiu, 2 drogueries, 5 perfumeries, 2 joieries i 5 floristeries.
L'any 2000 a Bernay hi havia 35 explotacions agrícoles que ocupaven un total de 504 hectàrees.

## Equipaments sanitaris i escolars
El 2009 hi havia 1 hospital de tractaments de curta durada, 1 hospital de tractaments de mitja durada (seguiment i rehabilitació, 2 psiquiàtrics, 1 centre d'urgències, 1 maternitat, 2 centres de salut, 5 farmàcies i 1 ambulància.
El 2009 hi havia 4 escoles maternals i 6 escoles elementals. A Bernay hi havia 3 col·legis d'educació secundària, 3 liceus d'ensenyament general i 1 liceu tecnològic. Als col·legis d'educació secundària hi havia 1.009 alumnes, als liceus d'ensenyament general n'hi havia 1.796 i als liceus tecnològics 180.
Bernay disposava d'un centre de formació no universitària superior de formació sanitària.

## Poblacions més properes
El següent diagrama mostra les poblacions més properes.